# Ansgar Koschel
Ansgar Koschel (* 18. Oktober 1943 in Seligenstadt; † 5. März 2007 in Friedberg (Hessen)) war ein deutscher römisch-katholischer Theologe.

## Leben
Ansgar Koschel studierte Theologie und Philosophie an der Westfälischen Wilhelms-Universität Münster und der Eberhard-Karls-Universität Tübingen. 1970 graduierte er mit dem Lizentiat in Theologie. 1973 schloss er ein Studium der Erziehungswissenschaften an der Johann Wolfgang Goethe-Universität Frankfurt am Main ab. 1980 wurde er an der Universität Essen mit einer Arbeit über den Dialog um Jesus mit Ernst Bloch und Milan Machovec zum Dr. phil. promoviert.
Koschel war von 1969 bis 1972 als Bildungsreferent im Bistum Limburg tätig; anschließend von 1972 bis 1973 nebenamtlich als Religionslehrer an einem Frankfurter Gymnasium tätig. Von 1973 bis 1976 war er als wissenschaftlicher Assistent für das Fach „Katholische Theologie und ihre Didaktik“ an der Gesamthochschule Essen.
1976 wurde Ansgar Koschel Bundesvorsitzender der Deutschen Pfadfinderschaft Sankt Georg (DPSG). Bis 1982 hatte er dieses Amt inne und war von 1977 bis 1979 zudem Präsident des Rings Deutscher Pfadfinderverbände.
Ansgar Koschel war von 1982 bis 1989 Generalsekretär der Deutschen Sektion der Internationalen Katholischen Friedensbewegung Pax Christi und von 1990 bis 2000 Generalsekretär des Deutschen Koordinierungsrates der Gesellschaften für christlich-jüdische Zusammenarbeit (DKR). Er war zudem langjähriger Vorsitzender der Katholischen Bundesarbeitsgemeinschaft für Kriegsdienstverweigerer (KAK).
Er war seit Januar 2000 bis zu seinem Ruhestand Ende 2006 Direktor der Katholischen Akademie Rabanus Maurus des Bistums Limburg. Im April 2007 wollte er die Leitung der Gemeinschaft Katholischer Männer und Frauen im Bund Neudeutschland (KMF) übernehmen.

## Wirken
Ansgar Koschel hat sich immer wieder für die Aussöhnung von Christen und Juden engagiert. 1984 war er Initiator einer Wallfahrt in das Konzentrationslager Auschwitz. Zusammen mit dem Limburger Weihbischof Walther Kampe stiftete er eine Bronzeplastik von Maximilian Kolbe als Zeichen für den "Sieg der Liebe über die Gewalt". Koschel gehörte zu den Gründern der Frankfurter Alfred-Delp-Gruppe.
Zahlreiche ehrenamtliche Funktionen und Engagements spiegelten diesen Einsatz für Verständigung und Versöhnung wider: so engagierte er sich u.
a. im Maximilian-Kolbe-Werk, bei der „Aktion Sühnezeichen/Friedensdienste“, in der Deutsch-Polnischen Versöhnung, in der Deutsch-Französischen Versöhnungsarbeit und in der Projektgruppe „Kirche und Synagoge“ des Diözesansynodalrates des Bistums Limburg. Außerdem war er Mitglied im Stiftungsrat der Jugendbegegnungsstätte Auschwitz, im Gesprächskreis „Juden und Christen“ beim Zentralkomitee der Deutschen Katholiken und im Arbeitskreis „Kirche und Israel“ der EKHN. Er scheute das Risiko nicht und reiste – wie Bischof Franz Kamphaus – in Krisenzeiten nach Sarajewo und in das Heilige Land. Koschel starb zu einem Zeitpunkt, an dem eine neue Aufgabe schon seine Pläne bestimmte.

## Schriften
- Über Errettung und Erlösung in der jüdischen Tradition. Mit einer christlichen Annäherung, AphorismA 1995, ISBN 3865751024, zusammen mit David Rosen
- Wenn die Propheten aufständen…. Handreichung zum Israel-Sonntag, Aktion Sühnezeichen 1995, ISBN 3892460302, zusammen mit Wolf Jung, Wolfgang Raupach-Rudnick, Micha Brumlik, Nachum Orland, Hubert Frankemölle
- Erziehung aus Erinnerung. Pädagogische Perspektiven nach Auschwitz, Akademie der Diözese Rottenburg-Stuttgart 1995, ISBN 3926297549, zusammen mit Gebhard Fürst, Reinhold Boschki, Franz M. Konrad, Franz J. Klehr
- (Hg.): Die vergessenen Juden in den baltischen Staaten, Verlag für Wissenschaft und Politik, Köln 1998
- Der Dialog zwischen Juden und Christen. Versuche des Gesprächs nach Auschwitz., Campus 1999, ISBN 3593363461, zusammen mit Hans Erler
- Katholische Kirche und Judentum im 20. Jahrhundert, Lit 2002, ISBN 3825855074
- Gerechter Friede, Meinhardt 2002, ISBN 3933325226, zusammen mit Thomas Meinhardt, Daniela Seel, Franz Kamphaus, Paul Wehrle, Walter Mixa
- Rückkehr zur völkischen Religion?. Glaube und Nation im Nationalsozialismus und heute, Haag + _Herchen 2003, ISBN 3898462692, zusammen mit Lutz Becht, Hermann Düringer
- Ansgar Koschel (Herausgeber): Vergegenwärtigung. Martin Buber als Lehrer und Übersetzer, AphorismA 2006, ISBN 386575001X